# Culmo

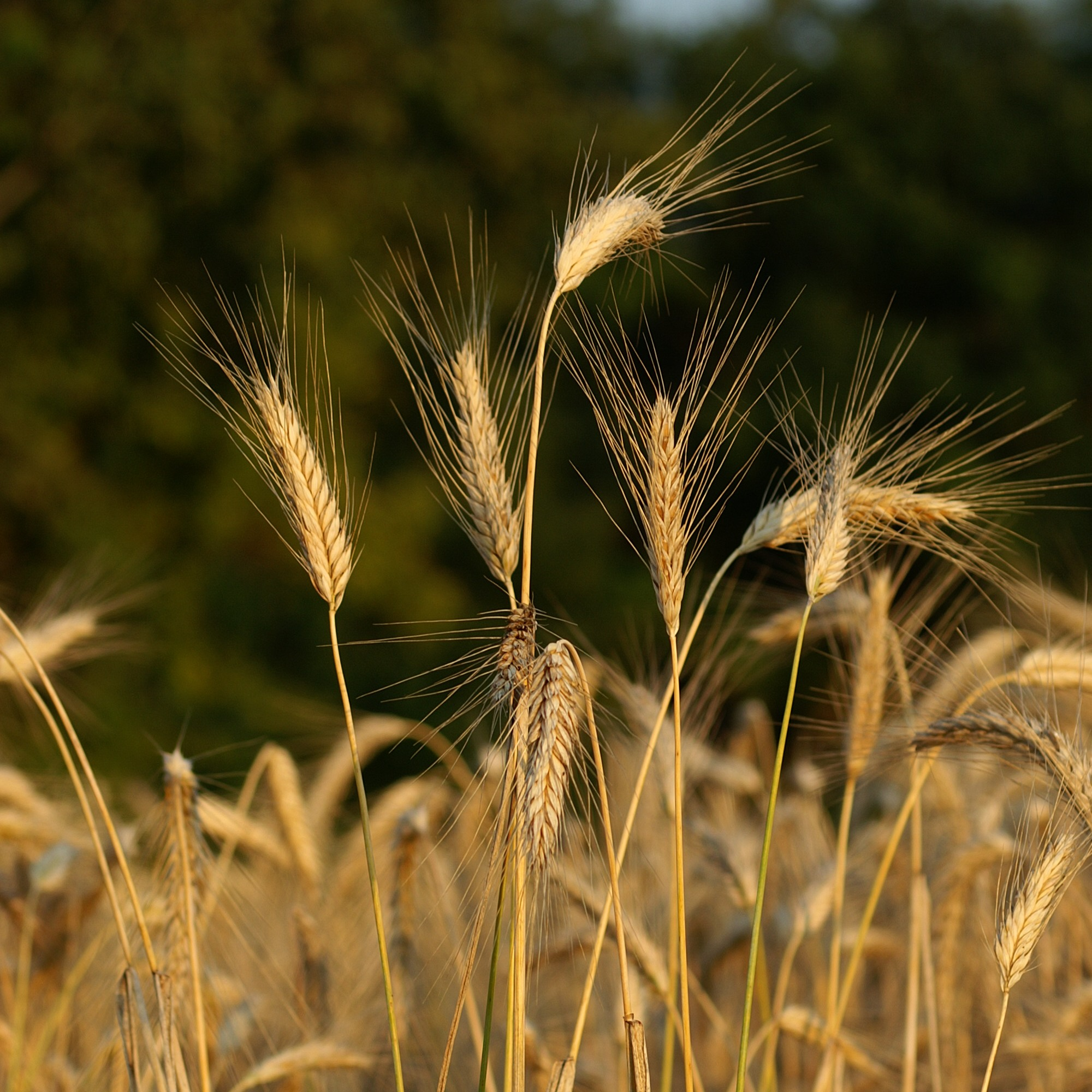
Il frumento è un esempio di pianta dotata di culmo

Lo stelo delle graminacee assume il nome di culmo. Esso è nettamente suddiviso in nodi e internodi (frequentemente cavi).
Dai nodi prendono il via le foglie (una per nodo). I nodi sono molto ravvicinati alla base del culmo e vanno distanziandosi a mano a mano che ci si allontana dal terreno. Questo perché il meccanismo di accrescimento primario della pianta è basato appunto sulla crescita dei nodi e il conseguente allontanamento degli internodi. Dai primi nodi (molto ravvicinati) si formano nuovi culmi. Questo aspetto consente alla pianta di accrescersi in larghezza a formare cespi più o meno compatti. È particolarmente rilevante se si considera lo sfalcio (da parte dell'uomo o in seguito a pascolamento).
In alcune specie i nodi basali del culmo possono accumulare sostanze di riserva.